# ジボダン
ジボダン（仏: Givaudan S.A.）は、スイスのヴェルニエに本社を置く、世界最大の香料メーカー。2024年の売上高は,7.4 億17万ドルであり、そのあとにフィルメニッヒ、IFF、シムライズが続いている。本社はヴェルニエにあるが、フレーバー部門はオハイオ州シンシナティに、フレグランス部門はパリに本部を構えている。

## 沿革
ジボダンは1895年にレオン・ジボダンとザビエル・ジボダンによってチューリッヒに香水メーカーとして設立された。1898年にはヴェルニエに工場を建設し、会社をジュネーヴに移転する。1960代からはフレーバーも手がけるようになった。
1963年、エフ・ホフマン・ラ・ロシュに買収され傘下に入る。翌年ロシュ社がルール社を買収し、ロシュ社のもとでジボダン・ルール社に合併した。パリに拠点を移し、調香師育成のための学校も開いた。1976年に当時イタリアの子会社であったICMESA社がセベソ事故によるダイオキシン汚染を引き起こし、親会社のジボダンを含め地元自治体との最終的な和解が成立したのは1980年であった。
ジボダンは企業買収を繰り返しながら成長している。1997年にフレーバー部門の拠点をシンシナティに置く。2000年にロシュ社から独立、社名をジボダンに戻し、スイス証券取引所に上場した。2002年にはネスレのフレーバー部門「FIS」を買収した。2006年11月、ICI傘下のQuest Internationalを買収することを発表、2007年3月2日には買収を完了した。2014年にフランスの同業Soliance S.A.を、2018年に同業Expressions Parfumées S.A.をそれぞれ買収した。

## 日本法人
日本法人は品川区に本社を置くジボダンジャパン株式会社。横浜市に支社を持ち、袋井市に工場を構えている。